# Элмор (город, Миннесота)
Элмор (англ. Elmore) — город в округе Фэрибо, штат Миннесота, США. На площади 2,3 км² (2,3 км² — суша, водоёмов нет), согласно переписи 2002 года, проживают 735 человек. Плотность населения составляет 315 чел./км².
- Телефонный код города — 507
- Почтовый индекс — 56027
- FIPS-код города — 27-18998[1]
- GNIS-идентификатор — 0643313[2]